# Duryodana palpalis
Duryodana palpalis är en kackerlacksart som först beskrevs av Walker, F. 1868.  Duryodana palpalis ingår i släktet Duryodana och familjen småkackerlackor. Inga underarter finns listade i Catalogue of Life.